# Tenis ziemny na Igrzyskach Azji Południowo-Wschodniej 2021
Tenis ziemny na Igrzyskach Azji Południowo-Wschodniej 2021 – turniej tenisowy, który był rozgrywany w dniach 13–22 maja 2022 roku podczas igrzysk Azji Południowo-Wschodniej w Hanoi. Zawodnicy zmagali się na obiektach Hanaka Từ Sơn w Bắc Ninh. Sportowcy rywalizowali w siedmiu konkurencjach: singlu, deblu i grze drużynowej mężczyzn oraz kobiet, a także mikście.

## Medaliści
Poczet medalistów zawodów tenisowych podczas Igrzysk Azji Południowo-Wschodniej 2021.
| Konkurencja             | Złoty medal                                                                    | Srebrny medal                                                           | Brązowy medal |
| gra pojedyncza kobiet   | Luksika Kumkhum                                                                | Anchisa Chanta                                                          | Alex Eala Chanelle Vân Nguyễn |
| gra pojedyncza mężczyzn | Lý Hoàng Nam                                                                   | Trịnh Linh Giang                                                        | Mick Lescure Sadettan Yuttana Charoenphon |
| gra podwójna kobiet     | Anchisa Chanta Patcharin Cheapchandej                                          | Pimrada Jattavapornvanit Lanlana Tararudee                              | Beatrice Gumulya Jessy Rompies Jawairiah Noordin Sharifah Elysia Wan Abdul Rahman                                                                            |
| gra podwójna mężczyzn   | Treat Huey Ruben Gonzales                                                      | Jeson Patrombon Francis Alcantara                                       | Trịnh Linh Giang Phạm Minh Tuấn Lê Quốc Khánh Nguyễn Văn Phương                                                                                              |
| gra mieszana            | Aldila Sutjiadi Christopher Rungkat                                            | Patcharin Cheapchandej Pruchya Isaro                                    | Alex Eala Treat Huey Luksika Kumkhum Kasidit Samrej |
| gra drużynowa kobiet    | Patcharin Cheapchandej Luksika Kumkhum Pimrada Jattavapornvanit Anchisa Chanta | Chanelle Vân Nguyễn Savanna Lý Nguyễn Trần Thụy Thanh Trúc Csilla Fodor | Aldila Sutjiadi Beatrice Gumulya Jessy Rompies Novela Rezha Millenia Putri Fitria Sabatini Alex Eala Shaira Hope Rivera Marian Capadocia Jenaila Rose Prulla |
| gra drużynowa mężczyzn  | Yuttana Charoenphon Kasidit Samrej Pruchya Isaro Thantub Suksumrarn            | Christopher Rungkat Rifqy Sukma Rifqi Fitriadi Achad Imam Maruf         | Syed Mohd Agil Syed Naguib Hao Sheng Koay Imran Daniel Abd Hazli Muhammad Aiman Hamdan Jeson Patrombon Ruben Gonzales Treat Huey Eric Jr Olivarez            |

### Tabela medalowa
Klasyfikacja medalowa zawodów tenisowych podczas Igrzysk Azji Południowo-Wschodniej 2021.
| Miejsce | Państwo   | Złoto | Srebro | Brąz | Razem |
| ------- | --------- | ----- | ------ | ---- | ----- |
| 1.      | Tajlandia | 4     | 3      | 2    | 9     |
| 2.      | Wietnam   | 1     | 2      | 3    | 6     |
| 3.      | Filipiny  | 1     | 1      | 4    | 6     |
| 4.      | Indonezja | 1     | 1      | 2    | 4     |
| 5.      | Malezja   | 0     | 0      | 2    | 2     |
| 6.      | Laos      | 0     | 0      | 1    | 1     |
|         | Razem     | 7     | 7      | 14   | 28    |